# Chann McRae
William Chann McRae (* 11. Oktober 1971 in  Albany) ist ein ehemaliger US-amerikanischer Radrennfahrer und heutiger Teammanager.
1992 wurde Chann McRae US-amerikanischer Meister im Straßenrennen der Amateure, zwei Jahre später belegte er Platz drei. 1995 gewann er den Titel erneut. 1997 gewann er das Lancaster Classic und wurde Sechster der Friedensfahrt. 1998 errang er den nationalen Meistertitel im Kriterium, wurde Gesamtzweiter der Niedersachsen-Rundfahrt und erneut Sechster in der Gesamtwertung der Friedensfahrt 1999 belegte er Platz fünf bei der Weltmeisterschaft im Straßenrennen., 2000 Platz acht.
Im Jahr 2000 startete McRae beim Giro d’Italia und wurde 17. der Gesamtwertung, ebenso fuhr er die Tour de France, gab aber nach der 12. Etappe auf. 2001 bestritt er die Vuelta a España. 2002 wurde er US-amerikanischer Meister im Straßenrennen, vor Danny Pate und George Hincapie. Gemeinsam mit Hincapie, Tom Boonen und weiteren Fahrern des Teams von US Postal Service gewann er eine Etappe der Katalonien-Rundfahrt  im Mannschaftszeitfahren.
Nach seinem Rücktritt vom aktiven Radsport ist Chann McRae als Teammanager tätig, so beim Chipotle-First Solar Development Team (2011–2012) und seitdem bei Garmin Sharp (Stand 2014).